# Otto Friedmann (Jurist)
Otto Friedmann (* 11. März 1860 in Wien; † 4. Dezember 1901 in Prag) war ein österreichischer Jurist und Hochschullehrer.

## Leben
Otto Friedmann war der Sohn des Wiener Journalisten Otto Bernhard Friedmann (1824–1880) und seiner aus Dresden stammenden Ehefrau Ottilie Friedmann (1815–1891). Die Schriftstellerin Clara Ruge war seine ältere Schwester.
Er studierte Rechtswissenschaft an der Universität Wien und wurde dort 1882 zum Dr. jur. promoviert. 1887 wurde er Privatdozent für Strafrecht und Strafprozessrecht an der Universität Wien und war zugleich Gerichtsadjunkt beim Kreisgericht Korneuburg. 1891 außerordentlicher Professor für Strafrecht und Strafprozessrecht an der Universität Wien, wurde er 1893 Professor für Zivilprozess-, Handels- und Wechselrecht an der Konsularakademie (heute Diplomatische Akademie Wien) und 1900 als ordentlicher Professor für Strafrecht und Strafprozessrecht an die deutsche Universität Prag berufen, wo er nach dem Tode Dominik Ullmanns am 5. Juni 1901 auch Zivilprozess-, Handels- und Wechselrecht supplierte.
Friedmann betrieb ausgedehnte Forschungen in der strafrechtlichen Literatur. Nach einigen kleineren strafprozessualen Aufsätzen und der Veröffentlichung seiner Habilitationsschrift Zur Theorie des Anklageprozesses in Buchform 1889, wandte er sich prinzipiellen Fragen des Strafprozessrechtes zu. 1891 beteiligte er sich an der Debatte um die Reform des österreichischen Strafrechts, später auch am Entwurf einer Novelle des Strafprozessrechtes. Für den 10. österreichischen Advokatentag verfasste er ein Gutachten zu der mit der Novelle des Gerichtsverfassungsgesetzes geplanten Reform des Richterstandes.
Für die von August Finger herausgegebene Sammlung Grundriß des Österreichischen Rechts  hatte er die Bearbeitung der Themen Prozessrecht und Militärstrafrecht übernommen, konnte diese aber wegen seines frühen Todes nicht mehr zu Ende führen. Seine Vorschläge zur Umgestaltung des österreichischen Prozeßrechtes erschienen wenige Wochen vor seinem Tod.
Er starb 1901 in Prag, erst 41 Jahre alt, an einer Lungenentzündung und wurde im Familiengrab auf dem Neustifter Friedhof bestattet.

## Werke
- Zur Theorie des Anklageprocesses. Wien, Alfred Hölder, 1889
- Zur Reform des österreichischen Strafrechtes, 1891
- Geheime Verhandlungen und Wahrung von Geheimnissen im gerichtlichen Verfahren, 1895
- Gutachten über den Gesetzesentwurf betreffend die Besetzung, innere Einrichtung und Geschäftsordnung der Gerichte, 1896
- Vorschläge zur Umgestaltung des österreichischen Prozeßrechtes, sowie des Rechtsschutzes in Beleidigungssachen, 1901